# Időkapu
Az időkapu mesékben, fantasztikus vagy sci-fi történetekben, filmekben megjelenő, kapu funkcióját betöltő misztikus eszköz, melynek segítségével a történet szereplői eljuthatnak más korokba, a messzi múltba, vagy a távoli jövőbe. Az időgéptől eltérően ezek lehetnek természetes vagy varázslattal létrehozott objektumok.
Néha sajátossága az időkapunak, hogy a Föld (vagy más égitest) egy adott térbeli helyén áll, ami más korokban a földfelszín alatt, vagy nagy magasságban található, ezzel nehezítve a megközelítését és megtalálását.
Előfordul, hogy alakja nem kapu, hanem inkább henger vagy folyosó.

## Külső hivatkozások
- The Time Gate
- Sixth-dimensional Time Gates
- Is Cappadocia a Some Kind of Time Gate to Other Dimensions?